# El Muerto, Michoacán de Ocampo
El Muerto är en ort i Mexiko.   Den ligger i kommunen Hidalgo och delstaten Michoacán de Ocampo, i den södra delen av landet, 160 km väster om huvudstaden Mexico City. El Muerto ligger 2 232 meter över havet och antalet invånare är 101.
Terrängen runt El Muerto är kuperad åt sydost, men åt nordväst är den bergig. Runt El Muerto är det ganska tätbefolkat, med 90 invånare per kvadratkilometer. Närmaste större samhälle är Ciudad Hidalgo, 4,0 km sydost om El Muerto. I omgivningarna runt El Muerto växer huvudsakligen savannskog.